# Calle de Escuderos
La calle Escuderos es una vía urbana de la ciudad española de Segovia.

## Descripción

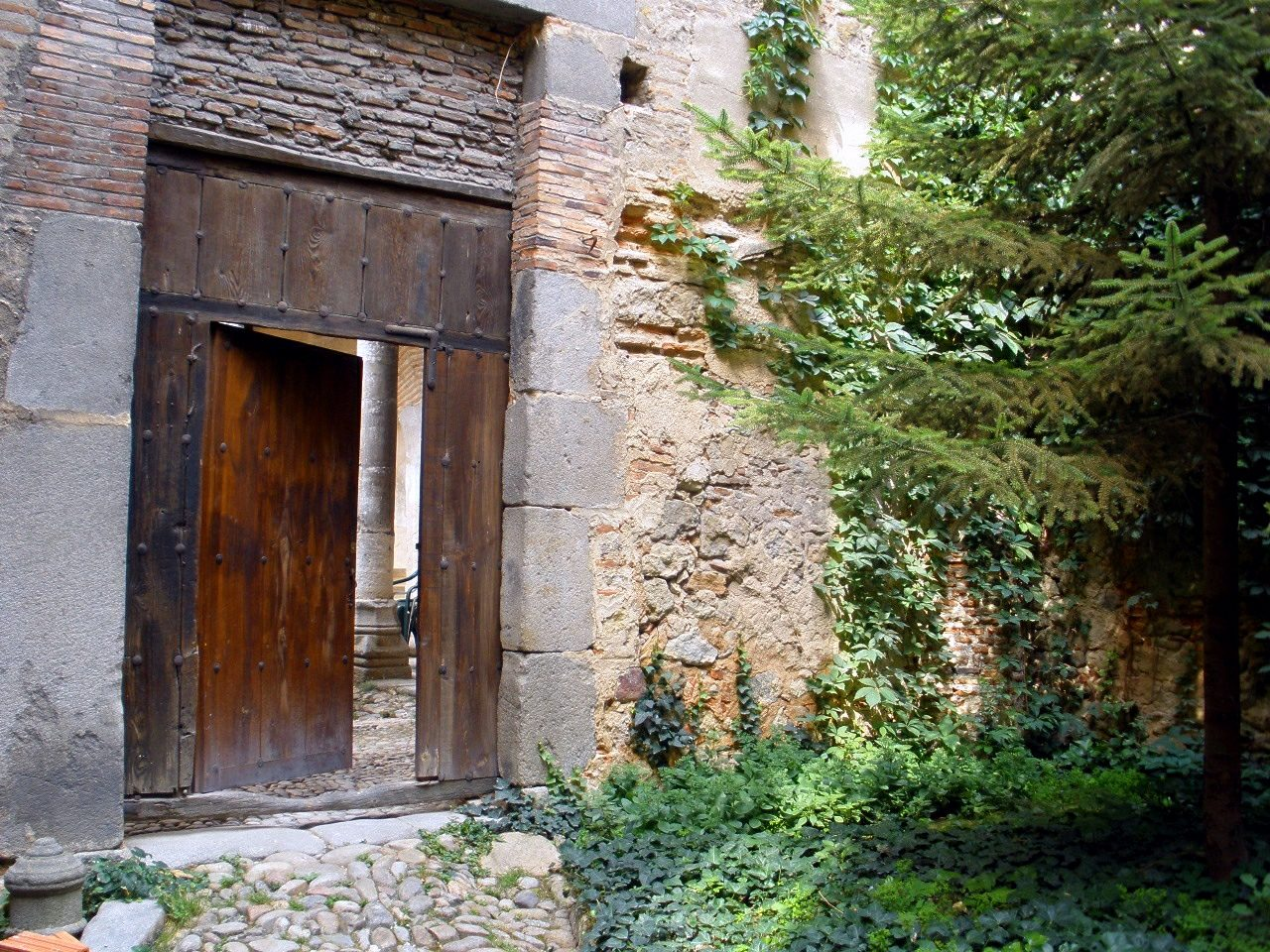
Casa noble en la calle

Tiene entrada por la plaza mayor y salida a la calle Vallejo. Esta estrecha calle tiene al lado izquierdo de su bajada una vivienda de la que se ha dicho que habría pertenecido a Álvaro de Luna, afirmándose también que fue habitada por Diego de Rueda y Mariana Montes de Belosillo. En el pasado se la llamaba «calle de Escuderos Alta», siendo la «de Escuderos Baja» la que más adelante pasó a llamarse «de Covarrubias». A comienzos del siglo XX, Mariano Sáez y Romero contaba de ella lo siguiente:

En esta calle es conocida de muy antiguo la botica que fué de D. Mariano Llovet, político conservador y que ha sido regentada por tres generaciones de padres e hijos, y hay en la calle, tabernas, zapaterías de viejo, la posada del Toro, y otras tiendas de abolengo, pues es un rincón típico de la vieja Segovia.
(Sáez y Romero, 1918, pp. 69-70)